# Варни, Джанет
Джанет Варни (англ. Janet Varney; род. 16 февраля 1976, Тусон, Аризона) — американская актриса кино, телевидения и озвучивания, продюсер, подкастер, менее известна как сценаристка и телеведущая.

## Биография
Джанет Варни родилась 16 февраля 1976 года в городе Тусон (штат Аризона, США). Отец — англичанин, мать — шотландка. В 1993 году окончила старшую школу «Ринкон» в родном городе. После получения среднего образования Варни переехала в Сан-Франциско, где в 1997 году окончила Университет штата Калифорния, получив степень «бакалавр искусств». После вуза начала заниматься дизайном интерьеров, но вскоре её привлекло актёрское мастерство: с 2003 года она начала сниматься в кино и на телевидении, с 2007 года — озвучивать мультфильмы, мультсериалы и компьютерные игры.
В 2002 году Варни выступила как соосновательница, креативный режиссёр и продюсер фестиваля SF Sketchfest.
С 2012 по 2018 вела подкаст The JV Club на сайте nerdist.com (с 2018 года — на сайте maximumfun.org). Также принимала активное участие в подкастах «Спонтанность», «Путешествие к звёздам», «Захватывающий час приключений», «Клуб джентльменов», «Побег!»

### Личная жизнь
Варни выросла в семье мормонов, но в возрасте 17 лет отреклась от этого учения и стала позиционировать себя как агностика. В юности Варни был поставлен диагноз «Синдром деперсонализации — дереализации».
В 2004—2011 годах встречалась с известным актёром, телеведущим, подкастером и стендап-комиком Крисом Хардвиком (род. 1971). В 2018 году открыто заявила, что является бисексуалкой.

## Награды и номинации
С полным списком кинематографических наград и номинаций Джанет Варни можно ознакомиться на сайте IMDb.
- 2016 — Прайм-таймовая премия «Эмми» в категории «Лучшая женская роль в короткометражном комедийном или драматическом сериале» за роль в телесериале «Безумны все, кроме нас» — номинация.

## Избранная фильмография

### Широкий экран
Кроме озвучивания
- 2008 — Школа выживания / Drillbit Taylor — водитель
- 2011 — Джоди Моди и нескучное лето[англ.] / Judy Moody and the Not Bummer Summer — мамочка

### Телевидение
Кроме озвучивания
- 2006 — Лав Инкорпорейшн[англ.] / Love, Inc. — Гленда (в эпизоде Full House)
- 2006 — Что насчёт Брайана?[англ.] / What About Brian — Кэрол (в эпизоде What About First Steps…)
- 2007 — Как я встретил вашу маму / How I Met Your Mother — Стейси (в эпизоде Little Boys)
- 2008—2009 — Красавцы / Entourage — Эми Миллер (в 3 эпизодах)
- 2008, 2014 — Ясновидец / Psych — разные роли (в 2 эпизодах)
- 2009 — Кости / Bones — Морин Перо (в эпизоде The Bones That Foam)
- 2009 — Давай ещё, Тед / Better Off Ted — адвокат (в эпизоде Trust and Consequence)
- 2011 — Красотки в Кливленде / Hot in Cleveland — Эллен (в эпизоде Bad Bromance)
- 2011 — Лучший игрок / Best Player — Трейси Сондерс
- 2012 — Игра / The Game — Саммер Грейсон (в 2 эпизодах[англ.])
- 2012 — Салливан и сын[англ.] / Sullivan & Son — Ким Эллиот (в эпизоде The Bar Birthday)
- 2012 — Детская больница[англ.] / Childrens Hospital — Стейси (в эпизоде Ladies Night)
- 2012—2013 — Жгучая любовь[англ.] / Burning Love — Карли (в 23 эпизодах)
- 2012—2013 — Кей и Пил / Key & Peele — разные роли (в 2 эпизодах)
- 2012, 2014 — Бывшие / The Exes — Лорна (в 2 эпизодах)
- 2013—2014 — Шоу Кролла[англ.] / Kroll Show — разные роли (в 2 эпизодах)
- 2014 — Хранилище 13 / Warehouse 13 — Элайза (в эпизоде Secret Services)
- 2014 — Мэрон[англ.] / Maron — Делфайн (в эпизоде Therapy)
- 2014—2017, 2019 — Ты — воплощение порока / You're the Worst — Бекка Барбара (в 28 эпизодах)
- 2015 — Бесстыжие / Shameless — мама в парке (в эпизоде Rite of Passage)
- 2016 — Пиф-паф комедия[англ.] / Comedy Bang! Bang! — Movie Trailer Wife (в эпизоде Kaley Cuoco Wears a Black Blazer and Slip on Sneakers)
- 2016 — Американская домохозяйка / American Housewife — Дженн (в эпизоде Power Couple[англ.])
- 2016—2017 — Матт и Стафф[англ.] / Mutt & Stuff — разные роли (в 2 эпизодах)
- 2016—2018 — Стэн против сил зла / Stan Against Evil — Иви Баррет, шериф городка Уиллардс-Милл (в 24 эпизодах)
- 2016, 2018 — Возьми мою жену[англ.] / Take My Wife — Мелина Маркес (в 5 эпизодах)
- 2017 — Адам портит всё / Adam Ruins Everything — Мэнди (в эпизоде Adam Ruins Weight Loss)

### Озвучивание
Мультфильмы, мультсериалы и компьютерные игры
- 2007 — Ад Данте[англ.] / Dante's Inferno — Клеопатра / Интерком города Дис / прочие персонажи
- 2012—2014 — Легенда о Корре / The Legend of Korra — Корра (в 52 эпизодах)
- 2014 — Легенда о Корре[англ.] / The Legend of Korra — Корра
- 2014—2016 — Санджей и Крейг / Sanjay and Craig — разные роли (в 4 эпизодах[англ.])
- 2015 — Норм и Несокрушимые / Norm of the North — Джанет
- 2018 — Храбрейшие воины[англ.] / Bravest Warriors — водитель кареты Скорой помощи (в эпизоде I Just Can't Cope Without My Soap)
- 2020 — Мой шумный дом / The Loud House — разные роли (в эпизоде Blinded By Science / Band Together)

### «Сразу-на-видео»
- 2009 — Большая жратва 2[англ.] / Still Waiting… — Хейли

### Веб
- 2013 — Моя музыка[англ.] / MyMusic — Нэнси Спэкмен (в эпизоде I Can't See!!!)
- 2015 — Другой космос[англ.] / Other Space — хозяйка (в эпизоде Getting to Know You)
- 2017 — Квест Хармона[англ.] / HarmonQuest — Седона (в эпизоде The Barely Cursed Bazaar of Commerce)
- 2021 — Музыка в наших сердцах[англ.] / Country Comfort — Саммер (в 8 эпизодах)